# 摩咥里制吒
摩咥里制吒（?—?），意譯為“母兒”，生於東印度，佛教僧侶，擅長文學，以撰著讚佛偈聞名。其生平及所屬部派不詳，生存年代介於提婆在世，至無著、世親之前。藏傳佛教傳說，摩咥里制吒為提婆弟子，別名馬鳴。其生平事蹟常與馬鳴混淆，現代學者認為他與古代的譬喻師馬鳴應是不同人物。

## 名稱
多羅那他《印度佛教史》記載，摩咥里制吒出身婆羅門，本名訖哩史拏，皈依佛教前被尊稱為難勝黑色，又被稱為毘羅、馬鳴、達磨彌迦須菩提等。

## 生平
義淨記載，摩咥里制吒原為自在天外道，後成為佛教僧侶。他造了許多讚佛的誦偈，著有《四百讚佛頌》和《一百五十讚佛頌》，後世的無著、世親、陳那等對其推崇有加。他被認為前生是釋迦牟尼時代的一隻鸎鳥。
多羅那他《印度佛教史》記載，摩咥里制吒生於東方那梨尼的闊多城，是婆羅門，曾信大自在天，多次以辯論擊敗佛教。與提婆辯論失敗，持明咒欲逃但無法離開，在看到授記自己的佛經後，出家成為佛教僧侶，成為提婆弟子。他主持華氏城花嚴寺，老年時受到德里國王迦膩迦的邀請，但未親自往赴。除了寫了眾多頌詩之外，他還寫了《攝般若》等論書，獲得了大小乘的共同擁戴，勢如東印度佛教領袖。
摩咥里制吒在鳩摩羅什時代之前就早已成名，他前世今生之經歷，著述範圍和名望層級，都類似於古之馬鳴。仰慕他的國王的名字音近於古代名王迦膩色迦王，多羅那他特意提示二王不可混淆。
藏傳佛教根據多羅那他的記載，將摩咥里制吒的生平等同於馬鳴。

## 現代考證
平川彰認為，在大乘佛教初起時，佛傳文學者是超越部派的，認為馬鳴與摩咥里制吒皆是屬於讚佛乘這個流派的，重視以文學來傳布佛教。

## 外部連結
- 摩咥里制吒及其《四百赞》 （页面存档备份，存于）
- 一百五十讚佛頌 （页面存档备份，存于）